# Яномама
Янома́ма (ісп. Yanomami, порт. Ianomâmis) — група споріднених індіанських племен, які проживають в джунглях на півночі Бразилії та півдні Венесуели, в області, обмеженій на заході та південному заході річкою Ріу-Негру, на сході — річкою Урарікуера та гірським хребтом Серра-Паріма.

## Чисельність
В другій половині XX за підрахунками вчених налічувалось близько 27 тисяч осіб, за іншими даними 20 тисяч в (1970 рік). На початку XXI загальна чисельність становила 22 тисячі осіб (2001 рік). Зараз[коли?], за підрахунками етнографів, залишилося близько 8,5 тисяч осіб.

## Мова
Мови складають сім'ю яномама; їх ділять на групи: Яном — на сході ареалу, Яномама — у центрі, Яномамі — на півдні і заході, Санем — на півночі, мають діалекти. Іспанська і португальська мови поширені слабо, серед Санем поширена і мова макірітаре.

## Господарство і побут
Займаються землеробством (в основному вирощуванням бананів, пальми пупунья), полюванням, рибальством та збиральництвом. Ремесла — плетіння гамаків і кошиків. Живуть у великих общинних хижах — малоках (шабоно). Розселені общинами чисельністю в середньому по 100—120 людей. У маленьких поселеннях живуть всього по 40-50 людей, а в самих великих поселеннях — близько 250 жителів.

## Суспільна організація і вірування

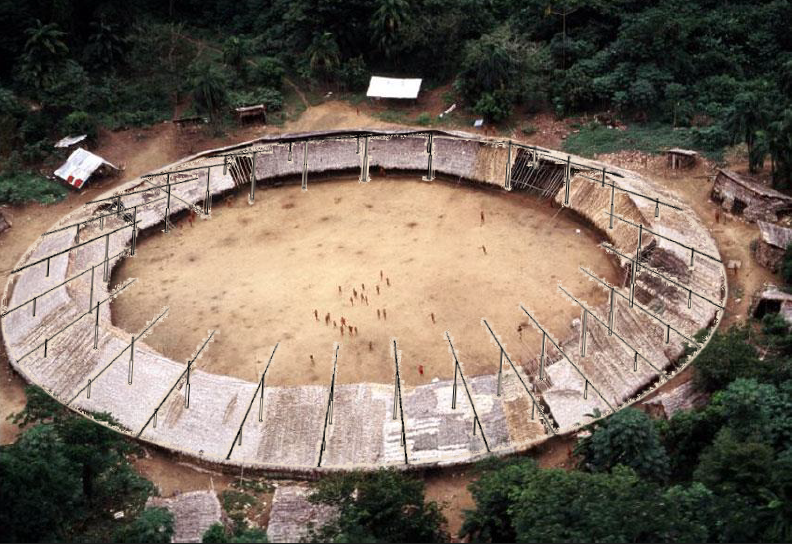
Поселення — «шабоно»

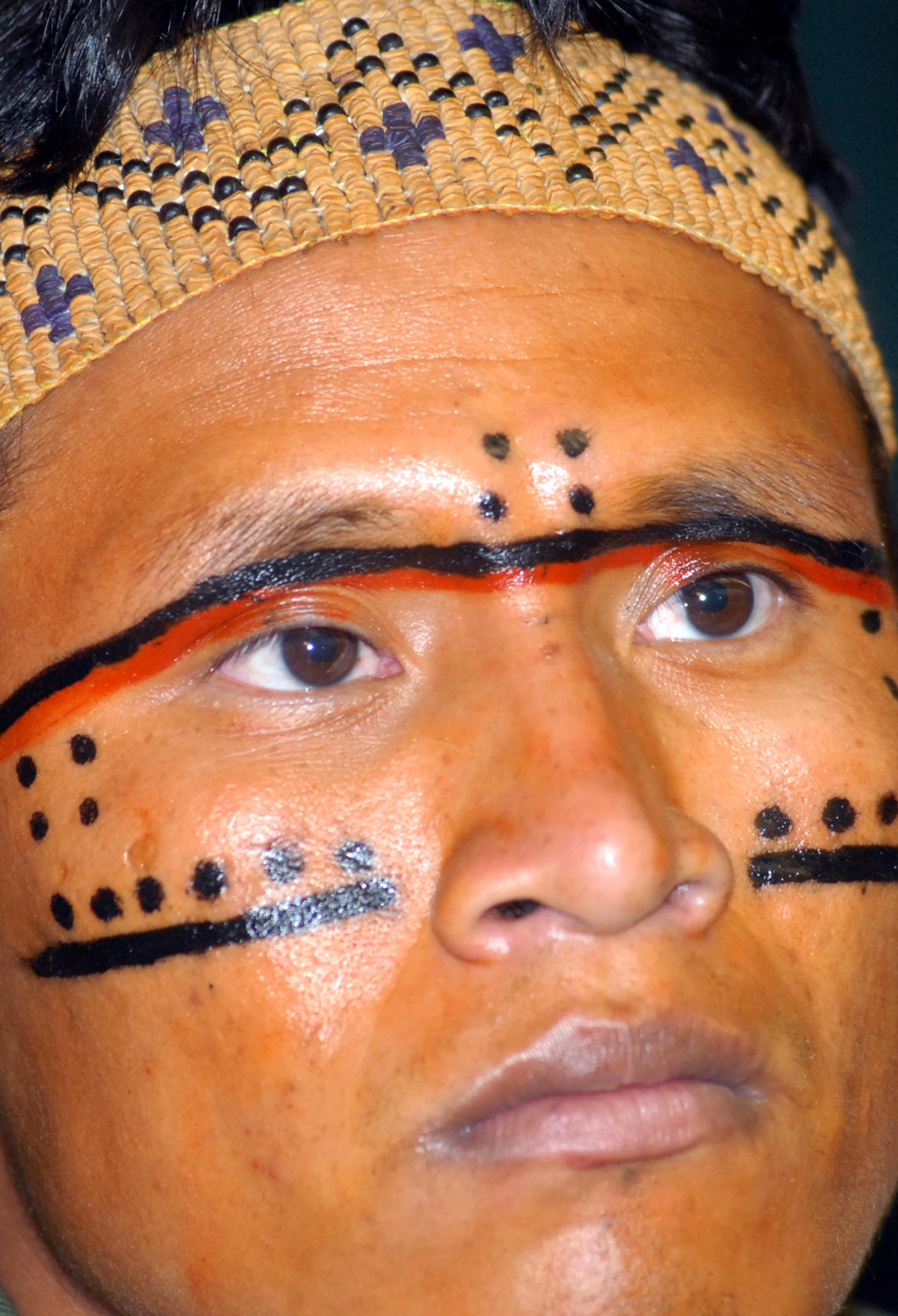
Індіанець яномамі

Родова або велика сімейна община (100—120 осіб) займає великий будинок-малоку, характерні також шабоно — поселення у вигляді суцільного кільця навісів, відкритих до центральної площі. Народ яномамі ділиться на великі клани за ознакою кровної спорідненості (буває патрилінійна або білінійна), які складаються з окремих сімей. Для соціальної організації яномама характерні пережитки дуального поділу та материнського роду. Шлюб матрилокальний, у вождя — патрилокальний. Зустрічається полігамія. Для релігійних вірувань типові культ місяця та культи різноманітних духів, які є залишками найдавнішого населення тропічних лісів Південної Америки. Був поширений ендоканібалізм. Традиційні вірування зберігаються, але останнім часом поширюється християнство (католицтво і протестантство).

## Історія
Утворюють дві великих ворогуючих між собою племінних об'єднання. Один з них очолюють вайка, інший — ширіана. Дрібні племена перебувають у залежності від великих і платять їм данину.
До середини XX століття були повністю відрізані від цивілізації. Відкриття покладів радіоактивних мінералів на території проживання яномама та будівництво копалень і прокладання автомагістралей негативно вплинуло на життя племен. Частина яномама загинула від занесених будівниками хвороб, багато залишили рідні місця та переселились поблизу релігійних місій на берегах Оріноко та Ріу-Негру.
У 1982 році ухвалили рішення про створення резервації яномама.
Міжплемінні конфлікти посилюються і тим, що в результаті освоєння бразильцями і венесуельцями територій, що оточують область проживання яномама, ці індіанці не мають змоги вільно розселяться, освоювати нові землі.
На сьогодні єдиним осередком поширення паразитарної хвороби — філіярійного гельмінтозу онхоцеркозу в Південній Америці залишаються місця проживання яномама на теренах Бразилії та Венесуели. В інших місцях Американського континенту цю хворобу вдалось повністю викорінити.